# قرار ما قبل الفجر (فلم)
قرار ما قبل الفجر (بالإنجليزية: Decision Before Dawn) هو فيلم جاسوسية تم إنتاجه في الولايات المتحدة وصدر في سنة 1951.

## الميزانية والإيرادات
حقق أرباحا تقدر بـ 1.55 مليون دولار (rentals).

### ترشيحات وجوائز
| السنة | الحدث  | الفئة     | النتيجة |
| ----- | ------ | --------- | ------- |
|       | أوسكار | أفضل فيلم | ترشـيـح |

## وصلات خارجية
- مقالات تستعمل روابط فنية بلا صلة مع ويكي بيانات